# …Ready for It?
«…Ready for It?» (с англ. — «Готов к этому?») — песня американской певицы Тейлор Свифт с шестого студийного альбома Reputation. Первоначально песня была выпущена 3 сентября 2017 года на лейбле Big Machine Records в качестве промо-сингла, а 17 сентября стала официальным вторым синглом альбома после «Look What You Made Me Do». Сама песня представляет собой электропоп, индастриал-поп и EDM с элементами дэнсхолл и трэп. В ней Свифт исполняет рэп на фоне синтезаторов, тяжёлых басов и запрограммированных ударных. Лирически песня вращается вокруг субъекта, которого Свифт называет «убийцей», используя голливудские образы, такие как ограбление банка, работа под прикрытием, выкуп и тюрьма.
Сопровождающее музыкальное видео, снятое режиссёром Джозефом Каном, отличается мрачной футуристической эстетикой и отсылает к таким научно-фантастическим франшизам, как Бегущий по лезвию, Трон и Призрак в доспехах. После выхода «…Ready for It?» получил положительные отзывы музыкальных критиков, которые назвали его «гимноподобным» и «колоссальным» и назвали трек улучшением по сравнению с предыдущим синглом Свифт «Look What You Made Me Do» (2017).
В коммерческом плане «…Ready for It?» вошёл в десятку лучших хитов в Австралии, Канаде, Греции, Венгрии, Малайзии, Новой Зеландии, Шотландии и Великобритании. В Соединённых Штатах песня дебютировала на 4-м месте в Billboard Hot 100, продлив рекорд Свифт как исполнительницы с четырнадцатью дебютами в первой десятке Hot 100. Она также дебютировала на первом месте в чарте цифровых продаж Billboard Digital Song Sales, с показателем 135 000 скачиваний песни. Ремикс, сделанный музыкантом BloodPop был выпущен 10 декабря 2017 года. Сингл «…Ready for It?» был дважды сертифицирован Американской ассоциацией звукозаписывающих компаний (RIAA) как платиновый за более чем 2 миллиона единиц в США. Песня также сертифицирована как дважды платиновая в Австралии и Канаде.

## История
Свифт выложила первый тизер сингла 2 сентября 2017 года на канале ABC во время передачи Saturday Night Football, когда шла игра команд американского футбола Флорида Стэйт против Алабамы. В тот же день певица сообщила, что это будет первый трек с предстоящего альбома Reputation и подтвердила, что выйдет в качестве промосингла. Сингл стал доступен для цифрового скачивания как часть предзаказа на альбом 3 сентября 2017 года.
«…Ready for It?» сочетает музыкальные стили поп, электронная музыка, электропоп и индастриал-поп с элементами тропикал-хаус и дабстепа, и с использованием синтезаторов, bass drop, драм-машины и рэпа.
Музыкальную атмосферу песни сравнивают с творениями Рианны и альбомом Yeezus рэпера Канье Уэста 2013 года. Песня исполняется в ключе Ми минор с темпом 80 ударов в минуту и с вокалом Свифт в диапазоне от G3 до D5.
Песня лирически касается любви и репутации Свифт, а также ссылается на отношения между Ричардом Бартоном и Элизабет Тейлор. Песня также говорит о сексуальности. По разным данным, предметом песни могли быть британские актёры Том Хиддлстон, Джо Элвин или певец Гарри Стайлз.

## Концертные выступления
11 ноября 2017 года Свифт выступила с песнями «…Ready for It?» и «Call It What You Want» в качестве гостя в 43-м сезоне программы Saturday Night Live.
Свифт также исполнила «…Ready for It?» в рамках KIIS-FM’s Jingle Ball 2017 1 декабря 2017 года в Инглвуде, штат Калифорния. Два дня спустя Свифт вернулась на сцену, чтобы снова исполнить песню в рамках 99.7 Now!'s Poptopia в Сан-Хосе (Калифорния), с тем же сет-листом. На следующей неделе Свифт снова исполнила песню ещё в трёх случаях, таких как B96 Chicago и Pepsi Jingle Bash 2017 в Чикаго, Z100 Jingle Ball 2017 в Нью-Йорке и Jingle Bell Ball 2017 в Лондоне.
Песня была открывающим номером во время Reputation Stadium Tour и включила в сет-лист Eras Tour (2023).

## Отзывы
«…Ready for It?» получила положительные отзывы музыкальной критики и интернет-изданий: Vulture, Stereogum, USA Today, Billboard.
«…Ready for It?» получил положительные отзывы музыкальных критиков, назвавших его улучшением по сравнению с предыдущим синглом Свифт «Look What You Made Me Do». Том Брейхан из Stereogum сказал, что авторы песни «сделали что-то неуклюжее и бестолковое, что-то, что, вероятно, было ужасной идеей, и все равно заставили это звучать как возвышенная, колоссальная поп-музыка». Патрик Райан из USA Today выразил скептицизм по поводу рэпа Свифт, но отметил, что контраст между «гимническим припевом» и «тёмными», напряжёнными куплетами позволяет «многообещающе взглянуть на эпоху её reputation». Ричард Хе написал для Billboard, что «Свифт никогда не пела более выразительно и не звучала более согласованно с тем, как современная поп-продукция использует голос в качестве инструмента», и что припев песни имеет «одну из самых красивых мелодий в её карьере».
Однако Крейг Дженкинс из Vulture дал ей не слишком тёплый отзыв, заявив, что песня «не изобрела поп-музыку или Тейлор, но она выводит её имя на продукт, созданный в соответствии с современными тенденциями». Майк Васс из Idolator назвал песню «не очень хорошей» и назвал её «такой же неубедительной», как и «Look What You Made Me Do». В заключение он сказал: «Если вы сможете преодолеть отвратительный текст и неровное исполнение, вас ждёт симпатичный припев. Но это большая работа ради незначительной отдачи».

## Награды и номинации
| Год  | Организация | Награда               | Результат | Ссылка |
| 2019 |             |                       |           |        |
| ---- | ----------- | --------------------- | --------- | ------ |
| 2019 | BMI Awards  | Award-Winning song    | Победа    | [ 33 ] |
| 2019 | BMI Awards  | Publisher of the Year | Победа    | [ 33 ] |

## Коммерческий успех
В США песня дебютировала на позиции № 4 в хит-параде Billboard Hot 100 с тиражом 135 000 единиц в первую неделю релиза и стала рекордным 14-м хитом Свифт (и в сумме 22-м хитом певицы в десятке), сразу дебютировавшим в лучшей десятке top-10 и её 13-м цифровым чарттоппером (№ 1 в Digital Song Sales). В top-10 больше хитов среди женщин только у Madonna (38), Rihanna (31), Mariah Carey (27), Janet Jackson (27) и Whitney Houston (23).

## Музыкальное видео
23 октября 2017 года появился первый тизер официального клипа новой песни. 24 октября песня была заявлена в чартах как второй сингл с нового альбома.
Официальное видео, снятое Джозефом Каном вышло 27 октября 2017 года.
Съёмки проходили в торговом центре Хоторн Плаза в городе Hawthorne (Калифорния, США). В видео представлены сюжеты научной фантастики и аниме, включая отсылки на кинофильмы и книги, такие как Бегущий по лезвию 2049, Призрак в доспехах (фильм, 2017), Из машины, Трон, Сейлор Мун и Особь.

## Концертные исполнения
Свифт впервые исполнила песню «…Ready for It?» во время одного из эпизодов 43-го сезона шоу Saturday Night Live 11 ноября 2017 года вместе с акустической версией песни «Call It What You Want».
Песня стала открывающим номером Reputation Stadium Tour Свифт и была включена в сет-лист тура Eras Tour (2023).

## Чарт
| Чарт (2017)                         | Высшая позиция |
| ----------------------------------- | -------------- |
| Австралия (ARIA)                    | 3              |
| Австрия (Ö3 Austria Top 40)         | 26             |
| Канада (Billboard Canadian Hot 100) | 7              |
| Канада (Billboard AC)               | 44             |
| Канада (Billboard CHR/Top 40)       | 5              |
| Канада (Billboard Hot AC)           | 12             |
| Хорватия (HRT)                      | 51             |
| Чехия (Rádio — Top 100)             | 22             |
| Чехия (Singles Digitál Top 100)     | 26             |
| Франция (SNEP)                      | 20             |
| Германия (GfK)                      | 47             |
| Греция (Billboard)                  | 3              |
| Венгрия (Single Top 40)             | 4              |
| Венгрия (Stream Top 40)             | 22             |
| Ирландия (IRMA)                     | 12             |
| Израиль (Media Forest TV Airplay)   | 1              |
| Италия (FIMI)                       | 65             |
| Япония (Billboard Japan Hot 100)    | 61             |
| Ливан (Lebanese Top 20)             | 20             |
| Малайзия (RIM)                      | 6              |
| Нидерланды (Single Top 100)         | 76             |
| Новая Зеландия (Recorded Music NZ)  | 9              |
| Норвегия (VG-lista)                 | 32             |
| Польша (Polish Airplay Top 100)     | 46             |
| Португалия (AFP)                    | 30             |
| Шотландия (OCC Scotland)            | 3              |
| Словакия (Singles Digitál Top 100)  | 25             |
| Испания (PROMUSICAE)                | 70             |
| Швеция (Sverigetopplistan)          | 32             |
| Швейцария (Schweizer Hitparade)     | 41             |
| Великобритания (OCC UK Singles)     | 7              |
| США (Billboard Hot 100)             | 4              |
| США (Billboard Adult Contemporary)  | 26             |
| США (Billboard Adult Pop Airplay)   | 10             |
| США (Billboard Dance Club Songs)    | 34             |
| США (Billboard Pop Airplay)         | 12             |
| США (Billboard Rhythmic)            | 37             |

## Сертификации
| Регион                                                                      | Сертификация  | Продажи   |
| --------------------------------------------------------------------------- | ------------- | --------- |
| Австралия (ARIA)                                                            | 2× Платиновый | 140 000   |
| Канада (Music Canada)                                                       | 2× Платиновый | 160 000   |
| Норвегия (IFPI Norway)                                                      | Золотой       | 30 000    |
| Польша (ZPAV)                                                               | Золотой       | 10 000    |
| Швеция (GLF)                                                                | Золотой       | 20 000    |
| Великобритания (BPI)                                                        | Платиновый    | 600 000   |
| США (RIAA)                                                                  | 2× Платиновый | 2 000 000 |
| Данные о продажах + прослушиваниях приведены только на основе сертификации. |               |           |

## История релиза
| Регионы | Дата            | Формат                     | Лейбл       | Ссылка |
| ------- | --------------- | -------------------------- | ----------- | ------ |
| Разные  | 3 сентября 2017 | Digital download Streaming | Big Machine | [ 86 ] |
| США     | 24 октября 2017 | Rhythmic contemporary      | Big Machine | [ 36 ] |